# Liste der Baudenkmale in Harz (Landkreis Göttingen)
In der Liste der Baudenkmale in Harz (Landkreis Göttingen) sind alle Baudenkmale der niedersächsischen gemeindefreien Gebietes Harz (Landkreis Göttingen) aufgelistet. Die Quelle der Baudenkmale ist der Denkmalatlas Niedersachsen. Der Stand der Liste ist der 2. Januar 2021.

## Allgemein
In den Spalten befinden sich folgende Informationen:
- Lage: die Adresse des Baudenkmales und die geographischen Koordinaten. Kartenansicht, um Koordinaten zu setzen. In der Kartenansicht sind Baudenkmale ohne Koordinaten mit einem roten Marker dargestellt und können in der Karte gesetzt werden. Baudenkmale ohne Bild sind mit einem blauen Marker gekennzeichnet, Baudenkmale mit Bild mit einem grünen Marker.
- Bezeichnung: Bezeichnung des Baudenkmales
- Beschreibung: die Beschreibung des Baudenkmales. Unter § 3 Abs. 2 NDSchG werden Einzeldenkmale und unter § 3 Abs. 3 NDSchG Gruppen baulicher Anlagen und deren Bestandteile ausgewiesen.
- ID: die Objekt-ID des Baudenkmales
- Bild: ein Bild des Baudenkmales, ggf. zusätzlich mit einem Link zu weiteren Fotos des Baudenkmals im Medienarchiv Wikimedia Commons. Wenn man auf das Kamerasymbol klickt, können Fotos zu Baudenkmalen aus dieser Liste hochgeladen werden:

## Clausthal, Forst
| Lage                         | Bezeichnung                  | Beschreibung                                                                 | ID       | Bild |
| ---------------------------- | ---------------------------- | ---------------------------------------------------------------------------- | -------- | ---- |
| 51° 45′ 56″ N, 10° 18′ 52″ O | Aussichtsturm Kuckholzklippe | Aussichtsturm auf der Kuckholzklippe nördlich von Lerbach (Osterode am Harz) | 34138036 |      |

## Lauterberg, Forst
| Lage                                                          | Bezeichnung                          | Beschreibung | ID       | Bild           |
| ------------------------------------------------------------- | ------------------------------------ | --- | -------- | -------------- |
| 51° 38′ 27″ N, 10° 28′ 20″ O                                  | Bismarckturm                         | Bismarckturm oberhalb von Bad Lauterberg | 34127556 | Weitere Bilder |
| Lanziusweg 51° 40′ 2″ N, 10° 28′ 30″ O                        | Gedenkstein Förster Lanzius          | Im gemeindefreien Gebiet Harz Nähe Bad Lauterberg, 4,5 km nördlich des Stadtzentrums. Gedenkstein für den am 17. September 1867 von einem Wilderer ermordeten Forstlehrling Lantzius-Beninga.          | 34138104 | BW             |
| Hohe Tür 51° 37′ 7″ N, 10° 30′ 17″ O                          | Gedenkstein Wasserscheide Weser/Elbe | Der Stein für die Elbe-Weser-Wasserscheide befindet sich im gemeindefreien Gebiet Harz Nähe Bad Lauterberg, östlich oberhalb des Wiesenbeker Teiches auf dem Bergrücken Hohe Tür an einer Weggabelung. | 34138081 | BW             |
| Am Weg zum Gipfel des Ravensberg 51° 37′ 21″ N, 10° 31′ 48″ O | Dreiherrenstein                      | Grenzstein des Dreiländerecks Preußen, Braunschweig, Hannover. | 34130984 | Weitere Bilder |